# Geoid

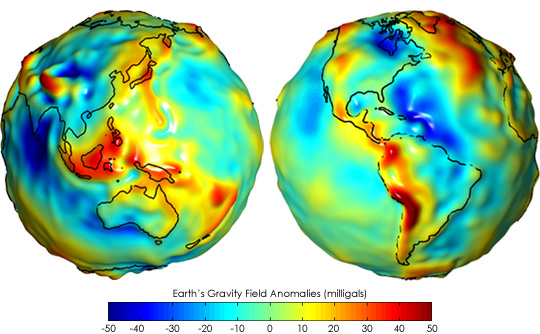
Anomaliile câmpului gravimetric al Pământului

Geoidul reprezintă forma teoretică a suprafeței Pământului și este definit ca nivelul mediu al mărilor și oceanelor în repaus, extins sub continente, la care se raportează verticala unui loc anume. 
Definit de Gauss ca figură matematică a Pământului, geoidul este o figură echipotențială, perpendiculară în orice punct al ei la direcția accelerației gravitaționale, adică la verticala dată de firul cu plumb. Suprafața geoidului, numită și suprafață de nivel zero, reprezintă suprafața de referință pentru determinarea cotelor.
În cazul măsurătorilor geodezice curente (trilaterații, triangulații, poligonometrie), geoidul se poate aproxima cu un elipsoid de rotație, turtit la poli, având semiaxa mare (ecuatorială) de circa 6.380 km. De asemenea, pentru lucrări geodezice de precizie mai mică, suprafața geoidului se poate aproxima și cu suprafața unei sfere de rază medie egală cu 6.370 km. 

## Definiție matematică

1. Ocean
2. Ellipsoid
3. Deformație locală
4. Continent
5. Geoid

Fiecare punct este accelerat pe Pământ la gravitatea {\displaystyle {\overrightarrow {g}}}. Această accelerare derivă din potențialul gravitațional {\displaystyle W}, astfel încât:
Suprafețele unde potențialul de gravitate {\displaystyle E_{p}=-W} este constant sunt echipotențiale de gravitate. Un geoid este un echipotențial de greutate aproape de suprafața nivelului mediu al mării. Cum orientarea câmpului gravitațional variază pe suprafața Pământului, un geoid nu se suprapune exact cu elipsoidul. Forma unui geoid suferă un efect de „denaturare”, datorită distribuției  neuniforme a greutății pe suprafața Pământului și în interiorul lui. Prezența unui munte, de exemplu, creează o deformare a suprafeței geoidului. 
În concluzie, suprafața geoidului este neregulată datorită eterogenității masei Pământului, denivelărilor scoarței terestre și curenților oceanici. În acest sens este necesar ca geoidul să fie definit față de o figură geometrică cât mai apropiată de forma lui. Acesta este elipsoidul de rotație.

## Exemplu simplificat
Câmpul gravitațional al Pământului nu este nici perfect, nici uniform. Un elipsoid aplatizat este de obicei folosit ca Pământ ideal, dar chiar dacă Pământul era perfect sferic, forța gravitației nu ar fi aceeași peste tot, deoarece densitatea (și deci masa) variază de-a lungul întregii planete. Acest lucru se datorează distribuțiilor de magmă, intervalelor de munte, tranșelor de adâncime și așa mai departe. 
Dacă acea sferă perfectă ar fi fost acoperită în apă, apa nu ar fi de aceeași înălțime peste tot. În schimb, nivelul apei ar fi mai mare sau mai mic în funcție de puterea gravitațională specifică din acel loc.

## Geoid precis
Soluția exactă de geoid de către Vaníček și colegii săi s-a îmbunătățit cu privire la abordarea lui Stokes a calculului geoid. Soluția lor permite o precizie de milimetru-centimetru în calculul geoidului, o îmbunătățire a ordinii de mărime față de soluțiile clasice anterioare.

## Legături externe
- en Office of Geomatics: World Geodetic System 1984 (WGS 84) - NGA, site oficial
- en International Service for the Geoid (IGeS)
- en NOAA Geoid, pagină web
- en Earth Gravitational Model 2008, NGA, pagină web